# 紀元前202年
紀元前202年（きげんぜん202ねん）

## 他の紀年法
- 干支 : 己亥
- 日本
  - 皇紀459年
  - 孝元天皇13年
- 中国 : 前漢 - 高祖5年
- 朝鮮 :
- ベトナム :
- 仏滅紀元 : 343年
- ユダヤ暦 :

## できごと

### カルタゴ
- ローマとの戦いに敗れたハスドルバル・ギスコは反逆罪の疑いをかけられ自殺した。
- 10月19日 - ザマの戦いを最後に第二次ポエニ戦争が終結した。大スキピオに率いられたローマ軍とマシニッサに率いられたヌミディア軍はハンニバルの率いるカルタゴ軍を降伏させた。ハンニバルは2万余りの軍勢を失ったが、マニシッサの追跡から逃れられた。

### ローマ帝国
- ザマの戦い後、大スキピオは北アフリカでの活躍を認められ、アフリカヌスの姓を受けた。

### エジプト
- エジプトの評議員議長だったソシビオスが引退し、評議員のメンバーだったアガトクレスがプトレマイオス5世の新しい摂政となった。
- しかし、ペルシオンの領主だったトレポレモスがアレクサンドリアの民衆を煽って猛烈な反対運動を起こさせ、アガトクレスは辞任に追い込まれた。
- 少年王のプトレマイオス5世は、母であるアルシノエ3世を殺害した犯人に復讐せよとの民衆の声に押されて、アガトクレスを処刑することに同意した。アガトクレスは見つけられて、家族ともに処刑された。アガトクレスの後任にはトレポレモスが就いたが、無能であったためすぐに解任された。
- このエジプト国内の混乱に乗じて、セレウコス朝のアンティオコス3世はエジプトの領土に軍を進めた。

### 中国
- 漢の劉邦は垓下の戦いで楚の項羽を破り、楚漢戦争に終止符を打った。劉邦は皇帝となり漢帝国を興した。
- 新しい中国の首都、長安が建設された。
- 劉邦は騶無諸に閩越を与え、国を作らせた。
- 長沙にも新しい国の建設が始まった。

## 誕生
- 文帝、前漢第5代皇帝（+ 紀元前157年）

## 死去
- 項羽（項羽）、秦末期の楚の武将（* 紀元前232年）
- ハスドルバル・ギスコ、第二次ポエニ戦争で、イベリアや北アフリカでローマ軍と戦ったカルタゴの将軍